# Bucsumpojén
Bucsum-Pojén románul: Poieni, falu Romániában, Erdélyben, Fehér megyében. Közigazgatásilag Bucsony községhez tartozik.

## Fekvése
Gyulafehérvártól északnyugatra, Bucsony közelében, Magyarigen mellett fekvő település.

## Története
Bucsum-Pojén korábban Bucsony része volt. Nevét 1733-ban említette először oklevél Butsumi néven. Későbbi névváltozatai: 1750-ben Bucsumi, 1805-ben Butsum, 1850-ben Bucsum, 1854-ben Pojána-Igenuluj.
1850-ben 1112 lakosából 1034 román, 1 magyar, 63 német, 14 cigány volt. 1941-ben 1133 lakosából 1132 román, 1 német volt.
1956-ban 218 lakosa volt. 1966-ban 166, 1977-ben 152, 1992-ben 143 lakosából 142 román, 1 magyar, a 2002-es népszámláláskor pedig 141 lakosából 140 román, 1 magyar volt.